# Morro do Juramento
Morro do Juramento é uma favela que está situada no bairro de Vicente de Carvalho, na Zona Norte do município do Rio de Janeiro.

## História
Compõe duas escolas municipais, a Escola Municipal Bolívia e Escola Municipal Sergipe, além de duas creches municipais, a Municipal Sementinha e Municipal Acalanto atendem às crianças desta favela. A Escola Municipal Maestro Pixinguinha, que fica na Rua Anambés, de frente para o Morro do Juramento tem sua clientela formada por crianças da Comunidade.
A comunidade se tornou conhecida na década de 1980 por ter sido dominada pelo famoso traficante José Carlos dos Reis Encina, o Escadinha, um dos fundadores do Comando Vermelho. Baleado e novamente preso pela PM do Rio em um confronto ocorrido no Morro, em Março de 1986.